# أدريان أنغ
أدريان أنغ هو لاعب البولنغ ‏ ماليزي، ولد في 16 يوليو 1988 في بينانق في ماليزيا.